# Tsiribihina
Der Tsiribihina ist ein Fluss in Madagaskar. Er ist der Fluss mit dem zweitgrößten Einzugsgebiet in Madagaskar.

## Verlauf
Der längste Quellfluss des Tsiribihina, der Mania, entspringt in der östlichen Mitte Madagaskars, in der Region Amoron’i Mania nahe der Grenze zu Atsinanana und Vakinankaratra auf einer Höhe von 1800 Metern. Aber erst in der Region Menabe, etwa 150 km vor seiner Mündung, ändert er nach dem Zusammenfluss des Mania mit dem Mahajilo, seinem zweiten großen Quellfluss, seinen Namen. Der Tsiribihina fließt in westlicher Richtung und mündet bei Belo sur Tsiribihina in einem über 30 km breiten, weit verzweigten Delta in die Straße von Mosambik.

## Hydrometrie
Die Durchflussmenge des Tsiribihina wurde an der hydrologischen Station Betomba bei 90 % des Einzugsgebietes, über die Jahre 1957 bis 1984 gemittelt, gemessen (in m³/s).